# Qöksenggisor Köli
Qöksenggisor Köli är en saltsjö i Kazakstan.   Den ligger i oblystet Nordkazakstan, i den norra delen av landet, 210 km norr om huvudstaden Astana. Arean är 40 kvadratkilometer.